# Ukraine Express
«Ukraine Express» — американсько-українська компанія, що надає послуги міжнародної експрес-доставки, перевезення вантажів та поштових перевезень.

## Історія розвитку
З 15 лютого 2010 року працює в містах Детройт та Чикаго, згодом офіси компанії відкрилися в інших штатах США, які мають високу концентрацію української діаспори, зокрема Огайо, Нью-Йорк та Нью-Джерсі. Пізніше, крім транспортних послуг, компанія стала надавати форвардингові послуги.
У листопаді 2014 року замінили складські сканери на Google Glass.
У липні 2015 року стала членом U.S.-Ukraine Business Council (USUBC).
У 2016 році Голос Америки зняв програму, присвячену Ukraine Express.

### Ініціативи
Під час першої фази війни на сході України, Ukraine Express у співпраці з посольством України в США взяла активну участь у доставці гуманітарних вантажів для української армії та допомагала у зборі допомоги.
2015 року виступила співініціатором акції «Buy Ukrainian» по промоції українських товарів США.

## Послуги
«Ukraine Express» надає послуги:
- перевезення посилок з США та Англії;
- контейнерне перевезення;
- покупка товарів;
- морська та авіадоставка.